# Tekken
Tekken (鉄 拳) és una saga de videojocs de lluita desenvolupat per Namco i distribuïts per Namco Bandai Games. Originalment era un joc d'arcade que al cap de poc va ser adaptat a la plataforma PlayStation convertint-se així en una saga exclusiva d'aquesta consola per molt de temps fins al lliurament Tekken 6, que és multiplataforma, tot i que anteriorment també hi va haver versions per diverses plataformes portàtils com la Game Boy Advance.

## Argument
En totes les entregues del videojoc Tekken (almenys les que tenen un argument lineal dins la història del joc), l'argument general consisteix principalment en el fet que un nombre determinat de personatges, experts en diferents estils de lluita i arts marcials, participen en el torneig de lluita Tekken: The King Of Iron Fist Tournament. Lluitant entre si fins a arribar al Cap final d'aquest torneig (que ha anat canviant amb cada lliurament de la saga) i després de derrotar es mostra una seqüència final, en la qual es veu com obtenen la recompensa d'haver guanyat el torneig, assolir un objectiu o complir amb els seus destins.
No obstant això, existeix un veritable argument dins del joc, que de fet és el que dona continuïtat a la saga dins del seu propi argument lineal, centrant-se en l'argument d'una sèrie de personatges del joc: la família Mishima.
A continuació, s'explica aquesta trama principal del joc segons la història de la dinastia dels Mishima, els creadors del torneig Tekken dins del joc. Altres personatges del joc només s'esmenten a l'intervenir en aquesta mateixa trama:

## Tekken
La història principal del joc gira al voltant de la família Mishima i les seves lluites pel control de la seva empresa, l'imperi financer: Mishima Zaibatsu, del qual Heihachi Mishima, un reconegut però despietat mestre d'arts marcials, és el seu president i cap. El Torneig del Rei del Puny de Ferro és el nom que se li dona al torneig de lluita que la família Mishima organitza cada cert temps. El guanyador del torneig serà el successor de la fortuna de la companyia Mishima Zaibatsu. En un principi el seu hereu havia de ser el seu fill, Kazuya Mishima, però ja des del naixement de Kazuya, el seu pare, Heihachi, pensava que el seu fill no seria prou fort com per fer front a l'enorme responsabilitat de portar l'imperi. Així doncs, Heihachi, com a mestre d'arts marcials i sent un home cruel, estricte i sever, va donar durs entrenaments al seu fill des de la seva infància per enfortir-lo i el va sotmetre a una prova mortal que consistia a llançar a Kazuya per un abisme. Tot i això, aquest últim sobreviu, ja que allibera el seu dimoni amagat, producte de la gran rancúnia que té al seu pare. Aquest dimoni l'havia posseït canviant l'estructura genètica de Kazuya, inserint un "Gen Diabòlic" en el seu cos a canvi de continuar viu. Va patir, però, una ferida mortal al pit que va cicatritzar com una llarga ferida que gairebé dividia el seu cos, símbol al seu torn del seu pacte diabòlic. Kazuya, després de guanyar el primer torneig Tekken derrotant Heihachi, va llançar a Heihachi per un abisme per desfer-se d'ell.

## Personatges
| Personatge | Tekken | Tekken 2 | Tekken 3 | Tekken Advance | Tekken Tag Tournament | Tekken 4 | Tekken 5 | Tekken 5: Dark Resurrection | Tekken 6 | Tekken 6: Bloodline Rebellion |
| --- | ------ | -------- | -------- | -------------- | --------------------- | -------- | -------- | --------------------------- | -------- | ----------------------------- |
| Alex | No     | Sí 3     | No       | Sí 3           | No                    | No       | No       | No                          | No       | No                            |
| Alisa Bosconovich | No     | No       | No       | No             | No                    | No       | No       | Sí                          | Sí       | No                            |
| Angel | No     | Sí ²     | No       | Sí             | No                    | No       | No       | No                          | No       | No                            |
| Anna Williams | Sí     | Sí       | Sí       | Sí             | No                    | Sí       | Sí       | Sí                          | Sí       | No                            |
| Armor King | Sí     | Sí       | No ¹     | Sí             | No                    | No ¹     | Sí       | Sí                          | Sí       | No                            |
| Asuka Kazama | No     | No       | No       | No             | No                    | Sí       | Sí       | Sí                          | Sí       | No                            |
| Azazel | No     | No       | No       | No             | No                    | No       | No       | Sí 25                       | Sí 25    | No                            |
| Baek Doo San | No     | Sí       | No       | Sí             | No                    | Sí       | Sí       | Sí                          | Sí       | No                            |
| Bob | No     | No       | No       | No             | No                    | No       | No       | Sí                          | Sí       | No                            |
| Bruce Irvin | No     | Sí       | No       | Sí             | No                    | Sí       | Sí       | Sí                          | Sí       | No                            |
| Bryan Fury | No     | No       | Sí       | Sí             | Sí                    | Sí       | Sí       | Sí                          | Sí       | No                            |
| Christie Monteiro | No     | No       | No       | No             | Sí                    | Sí       | Sí       | Sí                          | Sí       | No                            |
| Combot | No     | No       | No       | No             | Sí 4                  | No       | No       | No                          | No       | No                            |
| Craig Marduk | No     | No       | No       | No             | Sí                    | Sí       | Sí       | Sí                          | Sí       | No                            |
| Devil | No     | Sí ²     | No       | Sí             | No                    | No ¹     | No ¹     | No                          | No       | No                            |
| Devil Kazuya | Sí 3   | No       | No       | No             | No                    | No       | No       | No                          | No       | No                            |
| Devil Jin | No     | No       | No ¹     | No             | No                    | Sí 24    | Sí       | Sí                          | Sí       | No                            |
| Doctor Abel | No     | No ¹     | No ¹     | No             | No ¹                  | No ¹     | No ¹     | No                          | No       | No                            |
| Doctor Boskonovitch | No     | No ¹     | Sí       | No ⁵           | No ¹                  | No ¹     | No ¹     | No                          | No       | No                            |
| Eddy Gordo | No     | No       | Sí       | Sí             | Sí 3                  | Sí 3     | Sí       | Sí                          | Sí       | No                            |
| Feng Wei | No     | No       | No       | No             | No                    | Sí       | Sí       | Sí                          | Sí       | No                            |
| Forest Law | No     | No       | Sí 4     | Sí             | No                    | No       | No       | No                          | No       | Sí                            |
| Ganryu | Sí     | Sí       | No       | Sí             | No                    | Sí       | Sí       | Sí                          | Sí       | No                            |
| Gon | No     | No       | Sí       | No             | No                    | No       | No       | No                          | No       | No                            |
| Gun Jack | No     | No       | Sí 4     | Sí             | No ¹                  | No ¹     | No       | No                          | No       | Sí                            |
| Heihachi Mishima | Sí ²   | Sí       | Sí       | Sí             | Sí ²                  | Sí       | Sí       | Sí                          | Sí       | Sí ²                          |
| Hwoarang | No     | No       | Sí 4     | Sí             | Sí                    | Sí       | Sí       | Sí                          | Sí       | Sí                            |
| Jack | Sí     | No       | No       | No             | No                    | No       | No       | No                          | No       | No                            |
| Jack-2 | No     | Sí 4     | No       | Sí             | No                    | No       | No       | No                          | No       | No                            |
| Jack-4 | No     | No       | No       | No             | No                    | Sí ⁵     | No ¹     | No                          | No       | No                            |
| Jack-5 | No     | No       | No       | No             | No                    | Sí 4     | Sí       | No                          | No       | No                            |
| Jack-6 | No     | No       | No       | No             | No                    | No       | No       | Sí 4                        | Sí       | No                            |
| Jin Kazama | No     | No       | Sí 4     | Sí             | Sí                    | Sí       | Sí       | Sí                          | Sí       | Sí                            |
| Jinpachi Mishima | No     | No       | No       | No             | No                    | Sí 25    | Sí 25    | No                          | No       | No                            |
| Julia Chang | No     | No       | Sí 4     | Sí             | Sí                    | Sí       | Sí       | Sí                          | Sí       | No                            |
| Jun Kazama | No     | Sí       | No ¹     | Sí             | No ¹                  | No       | No       | No                          | No       | No                            |
| Kazuya Mishima | Sí     | Sí       | No ¹     | Sí             | Sí                    | Sí       | Sí       | Sí                          | Sí       | No                            |
| King | Sí     | Sí       | No       | No             | No                    | No       | No       | No                          | No       | No                            |
| King (II) | No     | No       | Sí 4     | Sí             | Sí                    | Sí       | Sí       | Sí                          | Sí       | Sí                            |
| Kuma | Sí     | Sí       | No       | No             | No                    | No       | No       | No                          | No       | No                            |
| Kuma Jr. | No     | No       | Sí 4     | Sí             | Sí                    | Sí       | Sí       | Sí                          | Sí       | No                            |
| Kunimitsu | Sí     | Sí       | No       | Sí             | No                    | No       | No       | No                          | No       | No                            |
| Lars Alexandersson | No     | No       | No       | No             | No                    | No       | No       | Sí                          | Sí       | No                            |
| Lee Chaolan | Sí     | Sí       | No       | Sí             | Sí                    | Sí       | Sí       | Sí                          | Sí       | No                            |
| Lei Wulong | No     | Sí       | Sí       | Sí             | Sí                    | Sí       | Sí       | Sí                          | Sí       | No                            |
| Leo | No     | No       | No       | No             | No                    | No       | No       | Sí                          | Sí       | No                            |
| Lili | No     | No       | No       | No             | No                    | No       | Sí       | Sí                          | Sí       | No                            |
| Ling Xiaoyu | No     | No       | Sí       | Sí             | Sí                    | Sí       | Sí       | Sí                          | Sí       | Sí                            |
| Marshall Law | Sí     | Sí       | No ¹     | No             | Sí                    | Sí       | Sí       | Sí                          | Sí       | No                            |
| Michelle Chang | Sí     | Sí       | No ¹     | Sí             | No                    | No       | No       | No                          | No       | No                            |
| Miguel Caballero Rojo | No     | No       | No       | No             | No                    | No       | No       | Sí                          | Sí       | No                            |
| Miharu Hirano | No     | No       | No       | No             | Sí 3                  | No       | No       | No                          | No       | No                            |
| Mokujin | No     | No       | Sí       | Sí             | No                    | Sí       | Sí       | Sí                          | Sí       | No                            |
| NANCY-MI847J | No     | No       | No       | No             | No                    | No       | No       | Sí                          | Sí       | No                            |
| Nina Williams | Sí     | Sí       | Sí       | Sí             | Sí                    | Sí       | Sí       | Sí                          | Sí       | Sí                            |
| Ogre | No     | No       | Sí ²     | Sí             | No                    | Sí ⁵     | No       | No                          | No       | No                            |
| Panda | No     | No       | Sí 3     | Sí             | Sí                    | Sí       | Sí       | Sí                          | Sí       | No                            |
| Paul Phoenix | Sí     | Sí       | Sí       | Sí             | Sí                    | Sí       | Sí       | Sí                          | Sí       | Sí                            |
| Prototype Jack | Sí     | Sí       | No       | Sí             | No                    | No       | No       | No                          | No       | No                            |
| Raven | No     | No       | No       | No             | No                    | Sí       | Sí       | Sí                          | Sí       | No                            |
| Roger | No     | Sí       | No       | Sí             | No                    | No ¹     | No ¹     | No                          | No       | No                            |
| Roger Jr. | No     | No       | No       | No             | No                    | Sí 4     | Sí       | Sí                          | Sí       | No                            |
| Sergei Dragunov | No     | No       | No       | No             | No                    | No       | Sí       | Sí                          | Sí       | No                            |
| Steve Fox | No     | No       | No       | No             | Sí                    | Sí       | Sí       | Sí                          | Sí       | No                            |
| Tetsujin | No     | No       | No       | Sí 3           | No                    | No       | No       | No                          | No       | No                            |
| Tiger Jackson | No     | No       | Sí 3     | Sí 3           | No                    | No       | No       | No                          | No       | No                            |
| True Ogre | No     | No       | Sí ²     | Sí             | No                    | Sí ⁵     | No       | No                          | No       | No                            |
| Ultimate Ogre | No     | No       | No       | No             | No                    | Sí ⁵     | No       | No                          | No       | No                            |
| Unknown | No     | No       | No       | Sí ²           | No                    | No       | No       | No                          | No       | No                            |
| Violet | No     | No       | No       | No             | Sí 3                  | No       | No       | No                          | No       | No                            |
| Wang Jinrei | Sí     | Sí       | No       | Sí             | No                    | Sí       | Sí       | Sí                          | Sí       | No                            |
| Yoshimitsu | Sí     | Sí       | Sí       | Sí             | Sí                    | Sí       | Sí       | Sí                          | Sí       | Sí                            |
| Zafina | No     | No       | No       | No             | No                    | No       | No       | Sí                          | Sí       | No                            |
| Notas: 1. Mencionat breument o fa un cameo en el joc (no jugable) 2. Jefe Final del joc 3. Apareix com el tratge alternatiu d'un altre personatge 4. Substitueix algun personatge anterior 5. Apareix únicament en una modalitat o versió específica del joc (enemic no jugable). |        |          |          |                |                       |          |          |                             |          |                               |